# ZE:A
ZE:A (hangeul : 제국의 아이들, RR : jegugwi aideul), également connu sous le nom de Children of Empire, est un boys band sud-coréen formé par Star Empire Entertainment en 2010. Le groupe est composé de neuf membres : Kevin, Hwang Kwanghee, Im Si-wan, Lee Hoo, Kim Taeheon, Jung Hee-chul, Ha Min-woo, Kim Dong-jun et Park Hyung-sik. Le groupe sort son premier album Nativity avec le premier single Mazeltov le 7 janvier 2010, parallèlement à leur performance cinq jours plus tard. Le groupe fait ses débuts dans l'émission Music Bank diffusée sur la chaine KBS, le 15 janvier 2010.
Il est en inactivité depuis 2017. À la suite de cela, en février 2025, le groupe se reforme avec Kevin et quatre nouveaux membres rejoindront le groupe.

## Histoire

### Prémices
Sous le nom de Child of Empire, à la suite de leur apparition dans l'émission Office Reality[réf. nécessaire], diffusée sur Mnet, le groupe attire l'attention en effectuant divers spectacles de guérilla, et créer des vidéos CGU (contenu généré par les utilisateurs).
Ils apparaissent également dans une émission de style documentaire du nom de Star Empire, et plus tard ils obtiennent leur propre émission documentaire intitulée Empire Kids Returns, les montrant en train de jouer dans des wingcar de F1 autour de Séoul et de s'entrainer. Le groupe a fait face à une controverse en décembre à la suite des similitudes du nom du groupe avec Brown Eyed Girls. Le groupe change ensuite la prononciation du nom pour éviter toute confusion.

### Débuts (2010)

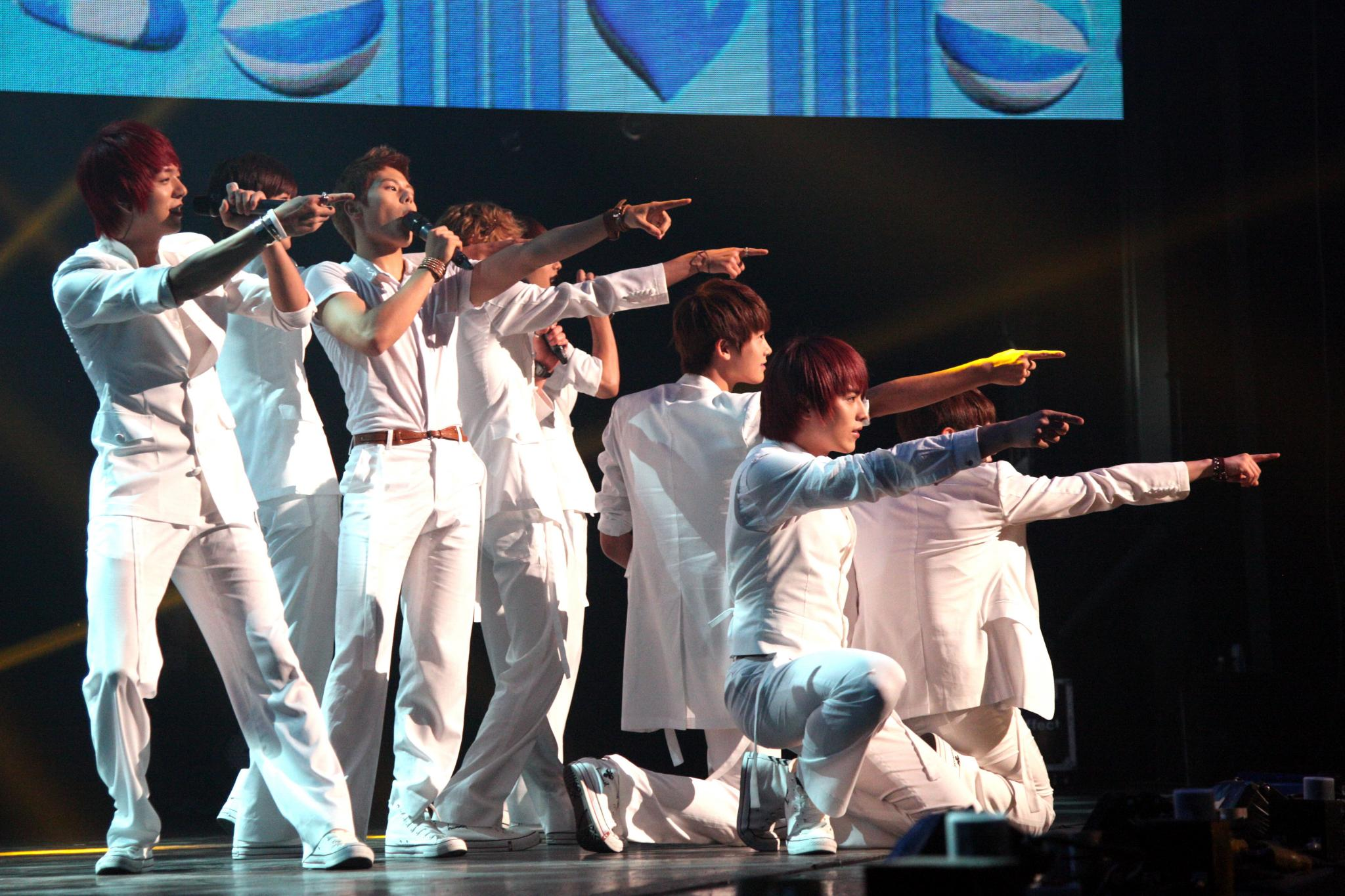
ZE:A performant à la Cyworld Dream Music Festival, le 23 juillet 2011.

ZE:A sort son premier album Nativity le 7 janvier 2010, ils atteignent le place numéro une à la fois dans l'Album Chart et sur l'Artist Chart de Kakao le même jour.
Ils sortent ensuite leur deuxième album Leap for Detonation le 25 mars 2010. La chanson titre, All Day Long est produite par Brave Brothers. Le groupe publie à la fois un clip vidéo et un court drama musical pour la chanson, elle met en vedette le membre Kim Dong Jun de Nine Muses en tant qu'acteur principal, ainsi que son camarade de label Park Min Ha. Le troisième single du groupe qui est 'Level Up, est publié numériquement le 8 juillet 2010. En juin de la même, leur nom officiel de fan club est annoncé pour être ZE:A's (ou ZE:A STYLE). À la fin du mois de juillet, le groupe se lance en Asie pour leur tournée de promotion, ils se sont arrêtés en Thaïlande, à Taïwan, à Singapour, en Malaisie et divers autres endroits.
Le 22 septembre 2010, ils effectuent leurs débuts au Japon en publiant leur premier single japonais, ZE:A!(ゼア!). Le single se classe troisième sur le classement journalier Oricon. Le 21 décembre 2010, ZE:A sort son album japonais, Love Letter/My Only Wish. L'album se classe deuxième sur Oricon.

### DeLovabilityàHeart For 2(2011)

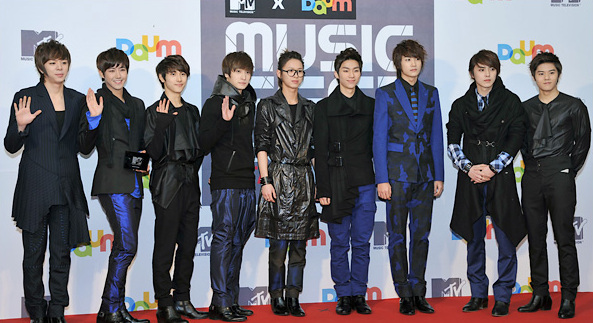
ZE:A en février 2011.

Le 16 janvier 2011, Japan's Sankei Sports annonce que le groupe aurait les premiers rôles pour le film de collaboration japano-coréenne de RONIN POP.
Le premier album studio du groupe, Lovability, sort le 17 mars 2011 avec Here I Am comme premier single. La promotion pour Lovability est écourté à cause de Be My Girl, qui est une chanson supprimée de Lovability, car jugée inadaptée aux mineurs. Le 16 mars, un représentant de Star Empire Entertainment annonce que le groupe fera don d'une partie des bénéfices de sa tournée du premier semestre 2011 pour aider les victimes du séisme et tsunami japonais. À la fin juin, Star Empire Entertainment annonce que le groupe sortira un single d'été. Durant le tournage pour la couverture de l'album pour Exciting!, le membre Hyung Sik est tombé du yacht avec le membre Dong Jun. Dong Jun et le manager du groupe a sauvé Hyung Sik. Il s'en sort avec une légère blessure à la cheville,.
Le 8 juillet 2011, le troisième album de ZE:A, intitulé Exciting!, avec comme premier titre du nom de Watch Out sort et le groupe fait son retour sur KBS Music Bank le même jour. Le 8 juillet, pour la première fois, le groupe gagne la première place du classement des ventes d'albums sur Hanteo. Le 29 juillet, un autre single intitulé Heart For 2 sort. Après deux semaines de promotion pour Watch Out!, le groupe commence une autre promotion par la suite avec Heart For 2. En début octobre 2011, Star Empire annonce qu'un nouveau single japonais sortira le 22 novembre. Le single contient quatre titres, dont une chanson avec un style musicale de ballade intitulée Daily Daily, une reprise japonaise de All Day Long et avec une reprise instrumentale des deux chansons. Le single atteint la troisième place Oricon Chart quelques heures seulement après sa sortie.

### Diverses sorties (2012—2013)
Pendant une brève pause, divers membres de ZE:A se sont aventurés dans des apparitions de drama et des apparitions de divertissement de variétés. Notamment, Im Siwan a reçu une renommée nationale pour son rôle dans le drama historique fictif de MBC, intitulé The Moon That Embraces The Sun, il joue la version adolescente de l'érudit du prince, Heo Yeom. Le drame a été diffusé du 4 janvier au 15 mars 2012,.
L'album du retour de ZE:A devait sortir le 21 juin 2012, mais en mai, l'agence de ZE:A, Star Empire Entertainment, annonce que le groupe reporterait leur retour parce que le membre Jun Young a reçu une blessure à la cheville droite. Plus tard, une annonce est faite selon laquelle Ha Min Woo de ZE:A formerait un groupe parallèle avec deux artistes japonais, Hayato Nikaido (chanteur d'Alpha), et l'acteur Yoshihide Sasaki. Le groupe s'appelle 3Peace Lovers et leur premier single, intitulé Virtual Love, sort le 26 juin 2012.
Le deuxième album studio du groupe, Spectacular, avec sa chanson titre Aftermath sort le 4 juillet 2012. L'album contenait 11 titres au total. Ils avaient une performance pour promouvoir l'album, interprétant diverses chansons. En août 2012, Kwanghee est confirmé pour être dans le nouveau casting de MBC, avec We Got Married et sera en couple avec Sunhwa de SECRET. Le 26 août 2012, le quatrième album de ZE:A, intitulé Phoenix est sortie. Promu comme un cadeau spécial pour les ZE:A'S, Beautiful Lady sort le 7 décembre 2012. Le clip musical est sorti le même jour avec diverses scènes mettant en vedette Park Hyungsik de ZE:A et Nam Ji-Hyun de 4Minute qui ont été castées dans l'émission de télé-réalité The Romantic and Idol.
Le premier mini album de ZE:A, intitulé Illusion, sort le 8 août 2013 avec le premier single Ghost of Wind. Hyungsik a été casté dans The Heirs comme Jo Myungsoo. Minwoo a été casté dans une comédie musicale japonaise Summer Snow. ZE:A donne son premier concert grandeur nature en Corée, Illusionnist le 23 novembre 2013.

### First Hommeet sous-groupe (2014)
Le deuxième mini album du groupe, intitulé First Homme avec la chanson titre Breathe, sort le 2 juin 2014,,,. Le groupe effectue une performance pour la promotion de First Homme qui a commencé le 5 juin 2014 sur M!Countdown. Breathe est simultanément en promotion pendant deux semaines avec une autre chanson de leur mini album qui se nomme St: Dagger. Les deux titres sont produits par Brave Brothers.
Le 22 août 2014, le leader de ZE:A, Junyoung, annonce lors d'un de leur fan meeting, pour ZE:A, qu'il commencerait officiellement à promouvoir sous ZE:A sous le nom de scène Lee Hoo (이후). Il a cité des sentiments négatifs entourant son nom comme une des raisons principale de changer son nom Il est le deuxième membre à avoir un nom de scène. Toujours le 22 août 2014, Star Empire Entertainment annonce qu'un sous-groupe de ZE:A et de Nine Muses va être formé, intitulé Nasty Nasty. Le groupe était composé des membres Kyungri et Sojin de Nine Muses, et le membre Kevin de ZE:A. Ils font leurs débuts le 3 septembre 2014 avec leur chanson titre Knock.

### Meilleur albumde ZE:A et pause (2015–2017)
Min-woo a annoncé son enrôlement le 26 août 2015 et s'est pleinement enrôlé le 15 septembre 2015. Il a été en service militaire actif pendant 21 mois. Tae-heon s'est enrôlé le 7 décembre en tant que soldat et a effectué un service a plein temps.
La première compilation d'album du groupe (meilleur album), ainsi que sa chanson titre, intitulé Continue, est sortie le 18 septembre 2015.
Le 18 avril, Kwanghee a été officiellement choisi pour rejoindre le casting de Infinite Challenge, l'une des émissions de variétés coréennes des plus populaires et des plus réussies de cette année,.
Le 9 février 2017, une fausse déclaration est publéie selon laquelle ZE:A était susceptible de se séparer. Cependant, il est confirmé plus tard par les membres eux-mêmes que ce n'était pas le cas et que pour le moment, ils se concentraient sur leurs activités en solo avec certains des membres qui rejoignent différentes entreprises,. Le 12 avril de la même année, Star Empire a écrit une déclaration officielle confirmant que ZE:A ne se dissoudrait pas et que le groupe reviendra au moment venu.

## Membres
- Kevin (케빈) — chant
- Hwang Kwang-hee (황광희) — chant
- Im Si-wan (임시완) — chant
- Lee Hoo (이후) — leader, chant
- Kim Tae-heon (김태헌) — rap
- Jung Hee-chul (정희철) — rap
- Ha Min-woo (하민우) - rap, chant
- Parc Hyung-sik (박형식) — chant
- Kim Dong-jun (김동준) — chant[37]

## Sous-groupes
- ZE:A FIVE (Siwan, Hyungsik, Kevin, Minwoo et Dongjun)
- ZE:A 4U (Kwanghee, Lee Hoo, Taeheon et Heechul)
- ZE:A J (Kevin, Taeheon, Heechul, Minwoo et Dongjun)

## Discographie

### Albums studio
- 2011 : Lovability
- 2012 : Spectacular

## Distinctions

### Mnet Asian Music Awards
| Date | Travail nommé | Catégorie                        | Résultat   |
| ---- | ------------- | -------------------------------- | ---------- |
| 2010 | MAMA          | Meilleur nouveau groupe masculin | Nomination |

### Honneurs d'État
| Pays  | Date | Honneur                                                                | Ref.   |
| ----- | ---- | ---------------------------------------------------------------------- | ------ |
| Corée | 2011 | Mention élogieuse du Ministre de la Culture, des Sports et du Tourisme | [ 39 ] |